# Aeroporto de Dublin
O Aeroporto de Dublin ou de Dublim (IATA: DUB, ICAO: EIDW; em gaélico: Aerfort Bhaile Átha Cliath) é operado pela Dublin Airport Authority. Localizado em Collinstown, na parte de Fingal, no Condado de Dublin, é, de longe, o aeroporto mais movimentado da República da Irlanda - mais de 23,2 milhões de passageiros passaram pelo aeroporto em 2007. Para colocar isto em perspetiva, a população da Área Metropolitana de Dublin é aproximadamente 1,6 milhões de habitantes, a República da Irlanda tem cerca de 4,3 milhões, e a ilha da Irlanda pouco mais de 6 milhões. O tráfego de passageiros no Aeroporto de Dublin é predominantemente internacional; apenas 900 mil dos seus 23,2 milhões de passageiros, em 2007, eram para outras zonas do país. 
O aeroporto está localizado a cerca de 10 quilómetros do norte de Dublin, numa zona rural perto de Swords, e é servida por autocarros e táxis. Uma linha ferroviária subterrânea denominada "Metro do Norte", que vai ligar o aeroporto a Dublin, foi aprovado e está em fase de desenvolvimento. 
O aeroporto é sede da transportadora aérea nacional da Irlanda, a Aer Lingus, a maior da Europa e da companhia aérea Ryanair. A terceira companhia aérea da Irlanda, CityJet, está sedeada na  cidade vizinha de Swords. A companhia aérea regional e nacional irlandesa, a Aer Arann, oferece várias rotas para outros pontos da República da Irlanda e para o Reino Unido, a partir de Dublin, mas enquanto parte da sua administração está sediada no Aeroporto de Dublin, a sua base principal está no Aeroporto de Galway, no Oeste da Irlanda. 
O aeroporto tem uma extensa rede de curto e médio curso, servidos por uma panóplia de meios de transporte. Os serviços aéreos oferecidos para outros pontos do país, deslocam-se para outros aeroportos regionais irlandeses. Existem cerca de 50 partidas diárias a partir de Dublin para todos os cinco aeroportos de Londres (Stansted, Luton, Gatwick, Heathrow e Cidade de Londres). Existe também um tamanho razoável de uma rede de longo curso. A Aer Lingus serve muitos destinos populares nos Estados Unidos.
O aeroporto oferece serviços de preclearance para quem se desloca para os Estados Unidos. Dublin e Shannon são os únicos dois aeroportos europeus com este serviço. Ele permite que os passageiros tenham a sua "papelada" tratada antes da partida, economizando tempo após a sua chegada aos EUA. No entanto, devido ao congestionamento, existem inúmeros voos que não utilizam este mecanismo. Está previsto ter Alfândegas e controlos do Departamento de Agricultura, implementados no novo terminal, ou seja, os voos não terão que desembarcar em todos os controlos internacionais.